# Pápulo
Pápulo (en francés: Papoul; en latín: Papulus) fue, según la tradición cristiana, un sacerdote que trabajó con Saturnino de Toulouse para evangelizar el sur de la Galia. Pápulo es considerado un evangelista de Lauragais.
Las leyendas asociadas con Saturnino afirman que después de que San Pedro lo consagró obispo, "fue entregado por su compañero Pápulo, para luego convertirse en San Pápulo el Mártir".
Fue martirizado, como Saturnino, durante las persecuciones de Diocleciano. La leyenda poco confiable de Pápulo dice que al llegar a Carcasona, él y Saturnino fueron encarcelados en una torre por el magistrado Rufino, pero fueron liberados milagrosamente y fueron a Toulouse. Saturnino entró en España, dejando a Pápulo a cargo de los conversos cristianos en Toulouse. Su leyenda dice que realizó innumerables milagros y convirtió a muchos paganos. Finalmente fue decapitado después de ser torturado.

## Veneración
Las reliquias de Pápulo fueron trasladadas a la iglesia de San Saturnino en Toulouse.
La ciudad de Saint-Papoul fue fundada durante el siglo VIII cuando se estableció aquí una abadía, dedicada a Pápulo.
La diócesis de Saint-Papoul, de la cual la catedral de Saint-Papoul era el centro, fue creada como sede episcopal por Juan XXII en 1317.